# Винилхлорид
Винилхлоридът е органохлорид с формула H2C=CHCl, който понякога се нарича също и хлороетен. Това безцветно съединение е важен промишлен химикал, който се използва главно за производство на полимера поливинилхлорид (PVC). Около 13 милиарда килограма се произвеждат годишно. Винилхлоридът е сред 20-те най-произвеждани дестилати на петрола в световен мащаб. Към днешна дата най-големият производител на винилхлорид е САЩ. Съединението представлява газ със сладка миризма. Той е силно отровен, запалим и канцерогенен. Може да се образува в околната среда, когато организмите в почвата се разлагат до хлорирани разтворители. Той присъства често като замърсител около депата за отпадъци. В миналото се е използвал за охладител.

## Производство
Винилхлоридът е добит за пръв път през 1835 г. от Юстус фон Либих и ученикът му Анри Виктор Реньо. Те го получават чрез обработка на 1,2-дихлороетан с разтвор на калиев хидроксид в етанол. През 1912 г. Фриц Клате патентова начин за добиване на винилхлорид от ацетилен и солна киселина, използвайки живачен(II) хлорид като катализатор. Докато този метод се използва широко през 1930-те и 1940-те години на запад, той бива постепенно изместен от по-икономични процеси, базирани на етилена в САЩ и Европа. Все пак, той остава основният производствен метод в Китай.
Съединението се произвежда в голям мащаб – около 31,1 милиона тона от него са произведени през 2000 г. Използват се основна два метода: хидрохалогениране на ацетилен и дехидрохалогениране на етилен дихлорид (1,2-дихлороетан). Многобройни опити са направени за преобразуване на етана директно във винилхлорид.
Винилхлоридът може да се набави и под формата на вторичен продукт при синтеза на хлорофлуоровъглероди, когато наситените хлорофлуоровъглероди каталитично се дехлорират с етилен. Етановата реакция на Рийд е предложена като начин за добиване на винилхлорид, използвайки сяра, вместо кислород.

### Производство от етилен
Около 85% от винилхлорида се произвежда чрез интегриран набор от реакции, започващи с хлор, етилен и въздух. Два процеса се прилагат за създаване на 1,2-дихлороетан (етилен дихлорид). Очакваната консумация на суровини за 1000 kg произведен винилхлорид е:
| Суровина    | Нужно количество |
| ----------- | ---------------- |
| Етилен      | 459 kg           |
| Хлор        | 575 kg           |
| Кислород    | 139 kg           |
| Пара        | 250 kg           |
| Горивен газ | 2.7 GJ           |

### Пряко хлориране
Етилен дихлоридът се приготвя чрез реагиране на етилен и хлор. В присъствието на железен(III) хлорид като катализатор, тези съединения реагират екзотермично:
CH2=CH2 + Cl2 → ClCH2CH2Cl
Този процес води до етилен дихлорид с високи чистота и добив. Разтвореният катализатор и влага трябва да бъдат премахнати, преди етилен дихлоридът да навлезе в производствения процес на винилхлорида.

### Oкислително хлориране
Винилхлоридните заводи използват рециклиран хлороводород за добиване на повече етилен дихлорид чрез окислително хлориране, което води реакцията на етилен, кислород и хлороводород с меден(II) хлорид за катализатор, при което се получава етилен дихлорид:
CH2=CH2 + 2 HCl + 1⁄2 O2 → ClCH2CH2Cl + H2O.
Реакцията е силно екзотермична.
Поради относително ниската цена на етилен, в сравнение с ацетилена, повечето от винилхлорида се произвежда по този начин след края на 1950-те години. Това се прави въпреки ниските добиви, ниската чистота на продукта и високата цена на третиране на отпадъците. Вторичните продукти на реакцията на окислително хлориране могат да се използват като суровини за производството на хлорирани разтворители. Един полезен вторичен продукт на реакцията е хлороетана, който се използва като местна упойка

### Термичен крекинг
Когато се нагрее до 500 °C при 15 – 30 atm (1,5 – 3 MPa) налягане, парата на етилен дихлорида се разлага и образува винилхлорид и обезводнен хлороводород.
ClCH2CH2Cl → CH2=CHCl + HCl
Термичният крекинг е силно ендотермична реакция и обикновено се провежда в печка. Въпреки че времето и температурата се контролират внимателно, това произвежда значително количество хлорирани въглеводородни странични продукти. На практика, преобразуването на етилен дихлорид е относително слабо (50 – 60%). Отпадъчните продукти от печката веднага се гасят със студен етилен дихлорид, за да се спрат нежелателни странични реакции. Получената смес от пара и течност след това преминава през система за пречистване. Някои процеси използват система за отделяне на HCl от хлорираните въглеводороди, докато други процеси използват охладена система за непрекъсната дестилация.

### Третиране на отпадъците
Поради екологични причини, киселинният воден поток се третира за премахване на органичните съединения и се неутрализира, преди да бъде изхвърлен вън от завода. Водостокът трябва да се мониторира и да отговарят на стандартите на завода. Някои много опасни отпадъци се създават при получаването на винилхлорида. Тези отпадъци се нуждаят от специални процедури за очистване. Те се изгарят на място в специални пещи, които също са обект на строги стандарти.

### Производство от ацетилен
Ацетиленът реагира с обезводнен хлороводород чрез катализатор от живачен хлорид, при което се получава винилхлорид:
C2H2 + HCl → CH2=CHCl
Реакцията е екзотермична и силно избирателна. Чистотата и добивите на продукта обикновено са много високи.
Този промишлен начин на получаване на съединението е широко разпространен, преди етиленът да стане наличен повсеместно. Когато производителите на винилхлорид се насочват към употребата на термичен крекинг, някои използват вторичния HCl в съчетание с локален ацетиленов блок. Опасностите за съхранение и превоз на ацетилена означава, че винилхлоридът трябва да се намира много близо до цеха, произвеждащ ацетилен. Китай все още използва този метод за производство на винилхлорид, поради големите си запаси на въглища, от които се добива ацетилена.

### Производство от етан
Етанът е лесно достъпен, особено по крайбрежието на Мексиканския залив. Етиленът се прави от етан чрез крекинг, а след това етиленът се използва за производство на винилхлорид. Следователно, за да се спестят производствени разходи, се правят многобройни опити за превръщане на етана директно във винилхлорид. Прякото захранване за винилхлоридните заводи с етан би могло значително да намалите разходите по суровини и да направи заводите по-малко зависими от производствения капацитет на крекинга. Преобразуването на етан към винилхлорид може да се направи по няколко начин:
Високотемпературно хлориране:
C2H6 + 2 Cl2 → C2H3Cl + 3 HCl
Високотемпературно окислително хлориране:
C2H6 + HCl + O2 → C2H3Cl + 2 H2O
Високотемпературно оксихлориране:
2 C2H6 + 3⁄2 O2 + Cl2 → 2 C2H3Cl + 3 H2O
Голям недостатък при употребата на етан са принудителните условия, нужни за използването му, което може да се припише на липсата му на молекулна функционалност. За разлика от етилена, който лесно търпи добавяне на хлор, етанът трябва първо да се функционализира чрез заместващи реакции, което поражда различни последователни и странични реакции. Реакцията, следователно, трябва да се контролира кинетично, за максимални добиви на винилхлорид. Добивът на винилхлорид е средно 20 – 50% на цикъл. Етиленът и етилен дихлоридът се добиват като големи странични продукти. Със специален катализатор и при подобрени условия, обаче, преобразуване на етан с добив от 96% е докладвано от реакции на окислително хлориране. Образуваният етилен може да се рециклира или да претърпи окислително хлориране и крекинг чрез конвенционалните техники. Много процеси, базирани на етана, се разработват към днешна дата.

### Съхранение и транспорт
Винилхлоридът се съхранява в течна форма. Широко приетата горна граница за безопасност е 500 ppm. Често контейнерите за съхранение на винилхлорид са сфери с голям капацитет. Сферите съдържат в себе си още една, по-малка сфера. Няколко сантиметра празно пространство отделят вътрешната от външната сфера. Тази празнина между сферите се прочиства с инертен газ като азот. Докато газът напуска празното пространство, той преминава през анализатор, който засича евентуалното изтичане на винилхлорид от вътрешната сфера. Ако винилхлоридът започне да изтича от вътрешната сфера или ако се установи пожар до външната сфера, тогава съдържанието на сферата автоматично се изпуска в подземен контейнер за съхранение. Контейнерите, използвани за съхранение на винилхлорид при атмосферна температура, са винаги под налягане. Ако се съхранява по-дълго време, трябва да се правят редовни провери за наличието на полимери.
Транспортирането на винихлорида крие същите рискове като транспортирането на всеки запалим газ (пропан, бутан, природен газ, за които се прилагат същите регулации по безопасност). Оборудването, използвано за транспорт на винилхлорид, е специално проектирано да устоява на удари и корозия.

## Употреба
Винихлоридът е химически междинен продукт, а не краен продукт. Поради опасната за човешкото здраве природа на съединението, няма крайни продукти, които използват винилхлорид в мономерната му форма. Поливинилхлоридът е много стабилен, съхраним и далеч не толкова опасен като мономера.
Винилхлоридова течност се вкарва в полимеризационните реактори, където се превръща от мономер в полимер (PVC). Крайният продукт на полимеризацията е или във вид на люспа, или на топче. Под тази форма поливинилхлоридът се продава на компании, които го нагряват и оформят в различни стоки за бита, тръби и бутилки. Милиарди килограми PVC се продават на световния пазар ежегодно.
До 1974 г. винилхлоридът се използва в аерозолните спрейове. За кратко се използва и като упойка, но токсичността му довежда до изоставянето на тази практика. Малки количества винилхлорид се използват в мебелите и тапицерията за автомобили, стенните облицовки, битовите и автомобилните части.

## Въздействие върху здравето
Винихлоридът се използва главно при производството на поливинилхлорид. Той е летлив, така че основното излагане е чрез вдишване чрез храна или вода, като професионални опасности са най-големи. До 1974 г. работниците често са излагани на до 1000 ppm винилхлорид, което ги разболява от болести, като например синдром на Рейно. Симптомите на излагането на газа започват да се забелязват след преминаване на границата от 4000 ppm. Интензитетът на симптомите варира от остри (1000 – 8000 ppm), включващи замайване, гадене, зрителни смущения, главоболие и атаксия до хронични (над 12 000 ppm), включващи наркотичен ефект, аритмия и дихателна недостатъчност.
Винилхлоридът е мутаген с кластогенни ефекти, които засягат лимфоцитната хромозомна структура. Той е канцероген и повишава риска от тумор в мозъка или белите дробове. Хроничното излагане води до често срещани форми на дихателна недостатъчност. Намалява мъжкото либидо, увеличава риска от спонтанен аборт и от вродени заболявания.
Въздействието му върху кожата е удебеляване, оток, намалена еластичност, измръзване, повява на мехури и зачервяване.